# 荒木政公
荒木 政公（あらき まさきみ、1919年 - 没年不詳）は長崎県出身のプロ野球選手（投手）。

## 来歴・人物
海星中学（現・海星中学校・高等学校）、門司鉄道管理局を経て、1939年に阪急軍に入団。海星中学時代は甲子園出場がなく、門司鉄道管理局でも九州地区決勝大会で八幡製鉄に敗れ、都市対抗野球には出場できなかったものの「九州の好投手」として知られていた。1938年には逸材として職業野球の各球団がスカウトに殺到。阪急の村上実球団代表が荒木家を訪ねた際に壁に貼られた各球団提示の契約金額を目撃し、他球団よりも高額の契約金を提示したため、阪急への入団を決意したと伝わっている。東京巨人軍も獲得を狙っており、翌1939年に入団した吉原正喜を抑えて、獲得候補№1選手にリストアップされていたのが荒木だった。同年6月に巨人理事の鈴木惣太郎が長崎にある荒木の実家を直接訪ねるも、既に阪急と大阪タイガースとの話が進んでいたため、獲得を断念したという。
鳴り物入りで入団しただけあって、1939年のシーズンが開幕当初より活躍を見せる。プロ入り2戦目の3月30日にイーグルス戦で初先発すると、3安打4四球4三振の好投で初勝利を完封で飾った。安定した投球で2試合連続無四球勝利も記録。シーズンでは、規定投球回不足ながら9勝2敗（うち完封3）、防御率1.72の好成績を残した。打撃面でも打率.289をマークし、弱小球団だった阪急をこの年3位に食い込ませる原動力となっている。
しかし、シーズン中に徴兵検査を受けて甲種合格する。同年6月3日に行われた新人東西対抗野球戦では西軍の先発が予定されていたが、徴兵検査を受けて長崎から戻ってきて間もなかったため、登板を回避した。代わりに平野正太郎（南海）が登板している。同年シーズン終了後に入営し、職業野球にはわずか1年しか在籍することができなかった。その後、満ソ国境で戦病死した（詳細な没年月日は不明）。20代前半～中盤の短い生涯だった。
東京ドーム敷地内にある、鎮魂の碑には彼の名が刻まれている。

## 詳細情報

### 年度別投手成績
| 年 度     | 球 団     | 登 板 | 先 発 | 完 投 | 完 封 | 無 四 球 | 勝 利 | 敗 戦 | セ 丨 ブ | ホ 丨 ル ド | 勝 率 | 打 者 | 投 球 回 | 被 安 打 | 被 本 塁 打 | 与 四 球 | 敬 遠 | 与 死 球 | 奪 三 振 | 暴 投 | ボ 丨 ク | 失 点 | 自 責 点 | 防 御 率 | W H I P |
| --------- | --------- | ----- | ----- | ----- | ----- | -------- | ----- | ----- | -------- | ----------- | ----- | ----- | -------- | -------- | ----------- | -------- | ----- | -------- | -------- | ----- | -------- | ----- | -------- | -------- | ------- |
| 1939      | 阪急      | 17    | 15    | 9     | 3     | 2        | 9     | 2     | --       | --          | .818  | 461   | 114.2    | 88       | 2           | 33       | --    | 1        | 36       | 1     | 0        | 29    | 22       | 1.72     | 1.06    |
| 通算：1年 | 通算：1年 | 17    | 15    | 9     | 3     | 2        | 9     | 2     | --       | --          | .818  | 461   | 114.2    | 88       | 2           | 33       | --    | 1        | 36       | 1     | 0        | 29    | 22       | 1.72     | 1.06    |

### 年度別打撃成績
| 年 度     | 球 団     | 試 合 | 打 席 | 打 数 | 得 点 | 安 打 | 二 塁 打 | 三 塁 打 | 本 塁 打 | 塁 打 | 打 点 | 盗 塁 | 盗 塁 死 | 犠 打 | 犠 飛 | 四 球 | 敬 遠 | 死 球 | 三 振 | 併 殺 打 | 打 率 | 出 塁 率 | 長 打 率 | O P S |
| --------- | --------- | ----- | ----- | ----- | ----- | ----- | -------- | -------- | -------- | ----- | ----- | ----- | -------- | ----- | ----- | ----- | ----- | ----- | ----- | -------- | ----- | -------- | -------- | ----- |
| 1939      | 阪急      | 18    | 49    | 45    | 5     | 13    | 1        | 0        | 0        | 14    | 6     | 0     | --       | 0     | 1     | 3     | --    | 0     | 2     | --       | .289  | .327     | .311     | .638  |
| 通算：1年 | 通算：1年 | 18    | 49    | 45    | 5     | 13    | 1        | 0        | 0        | 14    | 6     | 0     | --       | 0     | 1     | 3     | --    | 0     | 2     | --       | .289  | .327     | .311     | .638  |

### 背番号
- 15（1939年）[10]